# Luigi Ganelli
Luigi Ganelli (Codogno, 24 gennaio 1920 – Codogno, 11 agosto 1985) è stato un allenatore di calcio e calciatore italiano, di ruolo centrocampista.
Era il fratello più giovane dei due Ganelli di Codogno. Il maggiore era Bassano (1915), e per questo motivo Luigi era chiamato anche Ganelli II.

## Caratteristiche tecniche
Mezzala, era un elemento fisicamente esile ma tecnico e rapido, abile nella battuta a rete.

## Carriera

### Giocatore
Cresce nelle giovanili del Codogno, da cui passa al Piacenza (Serie C) nel 1937. Nella sua prima stagione, pur essendo utilizzato come riserva, mette a segno 9 reti e gioca da titolare lo spareggio-promozione perso contro il Fanfulla. Nella stagione successiva gioca da titolare mettendo a segno altre 7 reti, e nel 1939 viene acquistato dal Torino (inizialmente in prestito e poi a titolo definitivo), approdando così in Serie A. Esordisce in massima serie il 17 marzo 1940 in Torino-Liguria (3-0), e resta in maglia granata per due anni, nei quali è poco impiegato.
Nel 1941 passa al Brescia, con cui realizza 11 reti nel campionato di Serie B, e l'anno successivo è al Napoli, sempre nella serie cadetta. Nei campionati di guerra milita di Cremonese e Milan, per poi ritornare al Napoli che lo gira in prestito al Piacenza, militante nel Serie B-C.
Nel 1946 torna al Napoli, dove disputa due campionati di massima serie e nel giugno 1948 viene coinvolto in un caso di illecito nella partita tra i partenopei e il Bologna. Il Napoli viene retrocesso in B dalla CAF e Ganelli è squalificato a vita, ma in seguito la condanna viene commutata in una squalifica di 3 anni e nella stagione 1951-1952 torna in campo con la maglia del Pavia, in Serie C. Prosegue la carriera con una stagione nello Stabia, in Serie C, e dopo il fallimento della squadra rimane nella città campana militando nella Juve Stabia, nel campionato di Promozione. Chiude nel 1955, dopo un'annata con la maglia del Lanciano sempre in Promozione.
In massima serie ha totalizzato 56 presenze e 5 reti.

### Allenatore
Terminata la carriera agonistica, diventa allenatore nelle serie minori, guidando il Larderello tra il 1960 e il 1962.